# The Sealed Room
The Sealed Room is een Amerikaanse stomme en korte film uit 1909 onder regie van D.W. Griffith. De film is gebaseerd op een boek van Edgar Allan Poe en op een verhaal van Honoré de Balzac. De film staat op de DVD Biograph Shorts: Special Edition.

## Verhaal
De koning bouwt een liefdesnest voor hem en de vrouw op wie hij verliefd is. Zij is niet trouw aan haar heerser. Als de koning ontdekt dat zij niet trouw aan hem is, sluit hij haar op...

## Rolverdeling
| Acteur             | Personage            |
| ------------------ | -------------------- |
| Arthur V. Johnson  | Graaf                |
| Marion Leonard     | Gravin               |
| Henry B. Walthall  | Minstreel            |
| Linda Arvidson     | Wachtende Vrouw      |
| Mary Pickford      | Wachtende Vrouw      |
| Gertrude Robinson  | Wachtende Vrouw      |
| William J. Butler  | Edelman in Rechtbank |
| Owen Moore         | Edelman in Rechtbank |
| Verner Clarges     | Edelman in Rechtbank |
| George Siegmann    | Edelman in Rechtbank |
| George Nichols     | Arbeider             |
| Anthony O'Sullivan | Arbeider             |
| Mack Sennett       | Soldaat              |